# Pitcairnia graniticola
Pitcairnia graniticola är en gräsväxtart som beskrevs av Bruce K. Holst. Pitcairnia graniticola ingår i släktet Pitcairnia och familjen Bromeliaceae. Inga underarter finns listade i Catalogue of Life.